# 赫尔布鲁克·杰克逊

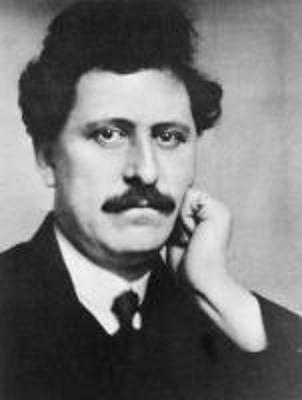
霍尔布鲁克*杰克逊在1913

乔治·赫尔布鲁克·杰克逊（George Holbrook Jackson，1874年12月31日—1948年6月16日），是英国记者、作家和出版商，被公认为当时最好的藏书家。

## 生平
杰克逊出生于英格兰利物浦，是办公室文员，业余时间写作。1900年在利兹与奥雷吉一同创办利兹艺术俱乐部，当时杰克逊是费边社的社会主义者，但也受到了尼采的影响。1906年，杰克逊搬到伦敦做记者，因为提议办“费边艺术小组”而与费边社的成员分道扬镳。